# Fiammetta Baralla
Fiammetta Baralla (Roma, 2 de mayo de 1943 – Roma, 7 de septiembre de 2013) fue una actriz italiana que participó en más de cuarenta películas entre las décadas de 1950 y 2000.

## Biografía
Empezó su carrera en obras de teatro de vanguardia antes de obtener su primer papel cinematográfico en 1957 en la película La ragazza del palio de Luigi Zampa a los catorce años de edad. Durante los años siguientes interpretó a menudo papeles cómicos estereotipados (como el de la cómica Ramba, o el del sargento que solo manda a hombres), que le fueron confiados debido a su robusta complexión.
Luego desempeñó numerosos papeles en series televisivas, destacando Don Matteo.
Sufrió un derrame cerebral durante el verano de 2013 y murió el 7 de septiembre del mismo año.

## Filmografía parcial
- Per grazia ricevuta (1970)
- Quando le donne persero la coda (1972)
- C'eravamo tanto amati (1974)
- Classe mista (1976)
- La vergine, il toro e il capricorno (1977)
- La città delle donne (1980)
- Storia di Piera (1983)
- Da grande (1987)
- Year of the Gun (1991)
- Mari del sud (2001)
- La grande bellezza (2013)